# Immo Krumrey

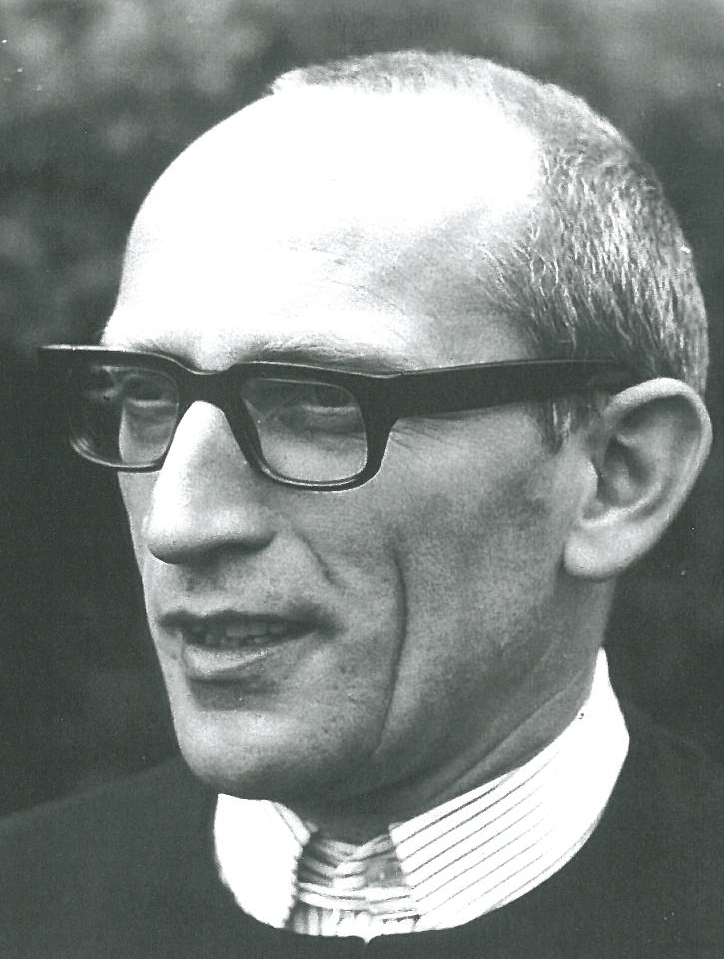
Immo Krumrey (1923–2013, Industrial-Designer)

Immo Krumrey (* 25. Oktober 1923 in Pirmasens; † 4. März 2013) war ein deutscher Industriedesigner.

## Leben
Nach Abitur 1942 Kriegdiensthorchfunk in Berlin, Süd- und Nordnorwegen. Amerikanische Gefangenschaft in den Ardennen, USA/Wisconsin, dann Bergwerk und Landwirtschaft in Frankreich bis 1949.
Er studierte Innenarchitektur verbunden mit Schreinerlehre an der Meisterschule für Handwerker, anschließend Abteilung Gewerbekunst der Landesgewerbeanstalt Kaiserslautern bis 1952.
Krumrey begann danach ein Zweitstudium an der gerade in Gründung befindlichen Hochschule für Gestaltung Ulm (hfg). Nach einem Vorstellungsgespräch im Aufbaubüro in der Bahnhofstraße in Ulm mit Max Bill wurde er als zwölfter Studierender aufgenommen (Grundlehre 1/1953). Das erste Grundlehreseminar hatte er mit Walter Peterhans, weitere Kurse und Seminare mit Josef Albers, Baravalle, Johannes Itten, Max Bense und Helene Nonné-Schmidt. Er fand hier die Basis für die Gestaltungsprobleme im Nachkriegsdeutschland. 1954 unterbrach er sein Studium aus finanziellen Gründen und nahm es 1955 wieder auf. Im Atelier Max Bill (Abteilung Produktform) arbeitete er unter anderem an der Gestaltung von Bürodrehstühlen für Stoll in Waldshut. Im Jahr 1957 kam es zu Differenzen zwischen dem Studentenvertreter Krumrey und der Geschwister-Scholl-Stiftung als Trägerin der hfg, in deren Folge Krumrey im Februar 1958 die hfg verließ.
Krumrey trat anschließend in die wieder gegründete Abteilung Produktgestaltung der AEG in Frankfurt am Main ein. Eine verbreitete Produktgestaltung Krumreys ist die Mastaufsatzleuchte HQL mit Spiegelreflektoren der AEG Hameln/Weser, die als Longseller mit Abkömmlingen und zahlreichen Kopien anderer Hersteller weltweite Verbreitung in der Straßenbeleuchtung gefunden hat. Krumrey wechselte 1970 als erster Industriedesigner in das Design Center der Deutschen Bundesbahn in München. Dort war er für die Innenausstattung der Schienenfahrzeuge für den Personenverkehr zuständig. Von 1970 bis 1988 war er für das Vertragsmanagement bei der Abwicklung von Aufträgen der Bundesbahn mit externen Design-Auftragsnehmern verantwortlich.
Zeitweilig war Krumrey Vizepräsident des VDID (Verband Deutscher Industrie Designer). Ab 1990 war er als Berater mit den Aktivsenioren Bayern tätig.
Immo Krumrey war ab 1964 verheiratet und lebte seit 1970 mit seiner Frau in Bayern, aufgrund gesundheitlicher Einschränkungen seit 2005 sehr zurückgezogen. Er verstarb 2013. Er war Vater zweier Söhne. Sein ältester Sohn arbeitet als freischaffender Bildhauer.

## Werk (Beispiele)
- Studie höhenverstellbarer Bürodrehstuhl für Stoll/Waldshut (mit Willy Herold) 1955–57
- Kranführersessel, AEG Mülheim/Ruhr 1967
- Mastaufsatzleuchte 2*400W HQL mit Spiegelreflektoren, AEG Hameln/Weser 1958/60 – Modelle und Serie
- Lamellenblende für schmale Lichtleiste 2 X 20/40 W, Thermoplast, AEG Hameln/Weser 1958/60
- Arbeitsplatzleuchte mit Verkaufsverpackung, Leuchtstofflampe L 40 W/U, AEG Hameln/Weser 1958/60
- Haartrockner mit Haube und Utensilienkoffer, Thermoplast, AEG Nürnberg 1962/63
- Handbügeleisen, AEG Nürnberg 1965
- Druckfest gekapselte Drehstrom-Normmotorenreihe, Eisenguss, Kammzugverfahren, AEG Mülheim/Ruhr 1968
- Wendezug mit Steuerwagen, Colormontage, DB 1974
- Steuerwagen für Wendezug: Fronthaube für die Zugspitze, DB (Modell 1968)
- Steuerwagen Fronthaube, Konzeptioneller Nachbau der SNCF 1988

## Fachpublikationen
- Sitzgewohnheiten, Sitztheorien, Sitzmöbel, die Innenarchitektur, 1958/57, Zweitdruck in Raum und Form, Verbandsorgan des BDIA, 1961 (angeregt durch die Entwicklungsarbeit für den Bürodrehstuhl von Stoll/Waldshut 1955/57)
- Eine Außenleuchte wird gemacht, form 13/1961
- Der Produktgestalter Ernst Moeckl, form 20/1965
- Design und Redesign – Zwei Dentalgeräte von Theo Zeitler, form 29/1965
- Bericht zur 10. Europäischen Werkzeugmaschinen-Ausstellung Hannover 1967, VDID-Nachrichten 11/67
- Nachbemerkungen zur Bauhaus-Ausstellung Stuttgart 1968, VDID-Nachrichten 10/68
- Design: Markt mit Zukunft?[3]
- Die Abteilung Produktgestaltung. 39 Rückblicke (Herausgeber: Karl-Achim Czemper)